# Survivor

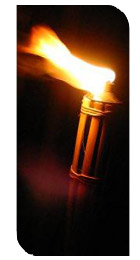
El foc és un element arcaic i la dominació del mateix per humans va ser sinònim de supervivència.

Survivor és un xou d'impacte que tracta sobre la supervivència en uns territoris aïllats de l'espècie humana amb recursos que hauran d'aconseguir al llarg del programa, actualment es fa amb famosos, però prima el factor concurs per damunt del factor supervivència. El programa un sistema d'eliminació progressiva en el qual els mateixos participants voten per eliminar-se entre ells fins que només queda un supervivent. El format de Survivor va ser creat el 1992 pel productor britànic de televisió Charlie Parsons, i la primera edició es va fer a Suècia en 1997.